# Rottalgletscher (Lauterbrunnen)
Der Rottalgletscher ist ein Gletscher in den Berner Alpen im Schweizer Kanton Bern in der Gemeinde Lauterbrunnen.

## Geographie
Der Rottalgletscher liegt am Nordhang der Berner Alpen, im Süden des Kantons Bern. Er liegt in einem Talkessel mit über 1000 Meter hohen Felswänden umgeben von den Gipfeln der Jungfrau, Rottalhorn, Louwihorn, Gletscherhorn und der Äbni Flue auf einer Höhe zwischen 2900 m ü. M. und 3000 m ü. M. und fliesst gegen Westen. Ein Zufluss kommt von dem Gletscherjoch zwischen Gletscherhorn und Äbni Flue aus einer Höhe von 3762 m ü. M. Vom Fuss der Äbni Flue fliesst ein Teil des Stuefesteingletscher hinzu. 
Durch das Abschmelzen auf unter 2500 m ü. M. entsteht der Rottalbach, der in die Weisse Lütschine mündet, wonach sein Wasser über die Lütschine, die Aare und den Rhein in die Nordsee fliesst.

## Geschichte

Die Rottalhütte mit Rottalgletscher und Stuefesteingletscher um 1905

Auf der nördliche Rottalseite und seitlich des Gletschers, befindet sich auf 2755 m.u.M die Rottalhütte des SAC.
Im Jahr 2007 stürzten sechs Rekruten der Schweizer Armee beim Aufstieg vom Rottalsattel auf die Jungfrau durch das Rottalcouloir 1000 Meter auf den Rottalgletscher, als sich ein Schneebrett löste; alle kamen dabei ums Leben.